# Albo d'oro della Serie A1 (pallanuoto femminile)

## Albo d'oro
Elenco dei vincitori della massima divisione del campionato italiano femminile di pallanuoto.
| Stagione | Vincitore                                                                       | Secondo Posto                                                                   | Terzo posto                                                                     | Note                                                                            |
| 1985     | Volturno                                                                        | Fuorigrotta Napoli                                                              | Nuotatori Rivarolesi Genova                                                     | Scudetto assegnato dopo spareggio tra Volturno e Fuorigrotta                    |
| 1986     | Volturno                                                                        | Orizzonte CT                                                                    | ?                                                                               |                                                                                 |
| 1987     | Volturno                                                                        | Orizzonte CT                                                                    | ?                                                                               |                                                                                 |
| 1988     | Volturno                                                                        | Orizzonte CT                                                                    | ?                                                                               |                                                                                 |
| 1989     | Volturno                                                                        | Orizzonte CT                                                                    | ?                                                                               |                                                                                 |
| 1990     | Volturno                                                                        | Orizzonte CT                                                                    | ?                                                                               |                                                                                 |
| 1991     | Volturno                                                                        | Orizzonte CT                                                                    | ?                                                                               | Prima stagione con assegnazione del titolo via Play-off                         |
| 1992     | Orizzonte Catania                                                               | Volturno                                                                        | ?                                                                               |                                                                                 |
| 1993     | Orizzonte Catania                                                               | Bologna                                                                         | ?                                                                               |                                                                                 |
| 1994     | Orizzonte Catania                                                               | Volturno                                                                        | ?                                                                               |                                                                                 |
| 1995     | Orizzonte Catania                                                               | Bologna                                                                         | ?                                                                               |                                                                                 |
| 1996     | Orizzonte Catania                                                               | ?                                                                               | ?                                                                               |                                                                                 |
| 1997     | Orizzonte Catania                                                               | Gifa Città di Palermo                                                           | ?                                                                               |                                                                                 |
| 1998     | Orizzonte Catania                                                               | Mediterraneo                                                                    | ?                                                                               |                                                                                 |
| 1999     | Orizzonte Catania                                                               | Gifa Città di Palermo                                                           | ?                                                                               |                                                                                 |
| 2000     | Orizzonte Catania                                                               | Gifa Città di Palermo                                                           | ?                                                                               |                                                                                 |
| 2001     | Orizzonte Catania                                                               | Gifa Città di Palermo                                                           | ?                                                                               |                                                                                 |
| 2002     | Orizzonte Catania                                                               | Gifa Città di Palermo                                                           | ?                                                                               |                                                                                 |
| 2003     | Orizzonte Catania                                                               | Ortigia                                                                         | ?                                                                               |                                                                                 |
| 2004     | Orizzonte Catania                                                               | Gifa Città di Palermo                                                           | Ortigia Rari Nantes Pescara                                                     |                                                                                 |
| 2005     | Orizzonte Catania                                                               | Fiorentina                                                                      | Gifa Città di Palermo Ortigia                                                   |                                                                                 |
| 2006     | Orizzonte Catania                                                               | Fiorentina                                                                      | Volturno Plebiscito Padova                                                      |                                                                                 |
| 2007     | Fiorentina Waterpolo                                                            | Orizzonte CT                                                                    | Plebiscito Padova Roma                                                          |                                                                                 |
| 2008     | Orizzonte Catania                                                               | Fiorentina                                                                      | Ortigia Roma                                                                    |                                                                                 |
| 2009     | Orizzonte Catania                                                               | Fiorentina                                                                      | Plebiscito Padova Ortigia                                                       |                                                                                 |
| 2010     | Orizzonte Catania                                                               | Fiorentina                                                                      | Imperia Rapallo                                                                 |                                                                                 |
| 2011     | Orizzonte Catania                                                               | Rapallo                                                                         | Fiorentina Imperia                                                              |                                                                                 |
| 2012     | Pro Recco                                                                       | Imperia                                                                         | Plebiscito Padova                                                               |                                                                                 |
| 2013     | Rapallo Nuoto                                                                   | Orizzonte CT                                                                    | Imperia                                                                         |                                                                                 |
| 2014     | Rari Nantes Imperia                                                             | Plebiscito Padova                                                               | Orizzonte CT                                                                    |                                                                                 |
| 2015     | Plebiscito Padova                                                               | Imperia                                                                         | Messina                                                                         |                                                                                 |
| 2016     | Plebiscito Padova                                                               | Messina                                                                         | Bogliasco                                                                       |                                                                                 |
| 2017     | Plebiscito Padova                                                               | Orizzonte CT                                                                    | Messina                                                                         |                                                                                 |
| 2018     | Plebiscito Padova                                                               | Orizzonte CT                                                                    | Rapallo                                                                         |                                                                                 |
| 2019     | Orizzonte Catania                                                               | SIS Roma                                                                        | Plebiscito Padova                                                               |                                                                                 |
| 2020     | non assegnato per la sospensione del campionato a causa dell'emergenza COVID-19 | non assegnato per la sospensione del campionato a causa dell'emergenza COVID-19 | non assegnato per la sospensione del campionato a causa dell'emergenza COVID-19 | non assegnato per la sospensione del campionato a causa dell'emergenza COVID-19 |
| 2021     | Orizzonte Catania                                                               | Plebiscito Padova                                                               | SIS Roma                                                                        |                                                                                 |
| 2022     | Orizzonte Catania                                                               | Plebiscito Padova                                                               | SIS Roma                                                                        |                                                                                 |
| 2023     | Orizzonte Catania                                                               | SIS Roma                                                                        | Plebiscito Padova                                                               |                                                                                 |
| 2024     | Orizzonte Catania                                                               | Plebiscito Padova                                                               | SIS Roma                                                                        |                                                                                 |
| 2025     | Orizzonte Catania                                                               | SIS Roma                                                                        | Rapallo                                                                         |                                                                                 |

## Scudetti per squadra
| Squadra           | Scudetti |
| ----------------- | -------- |
| Orizzonte CT      | 25       |
| Volturno          | 7        |
| Plebiscito Padova | 4        |
| Fiorentina        | 1        |
| Pro Recco         | 1        |
| Rapallo           | 1        |
| Imperia           | 1        |

## Scudetti per città
| Città                    | Scudetti |
| ------------------------ | -------- |
| Catania                  | 25       |
| Santa Maria Capua Vetere | 7        |
| Padova                   | 4        |
| Firenze                  | 1        |
| Recco                    | 1        |
| Rapallo                  | 1        |
| Imperia                  | 1        |

## Scudetti per regione
| Regione  | Scudetti |
| -------- | -------- |
| Sicilia  | 25       |
| Campania | 7        |
| Veneto   | 4        |
| Liguria  | 3        |
| Toscana  | 1        |